# Rodrigo Carvalho
Rodrigo Carvalho Gomes (Niterói, 25 de janeiro de 1987) é um escritor e jornalista brasileiro. Foi repórter e atualmente é correspondente internacional em Londres, Reino Unido pela TV Globo e pelo canal de notícias GloboNews. Carvalho produziu o documentário Torre de David (2014), que foi indicado ao prêmio Emmy Internacional de Jornalismo em 2015 e é autor de dois livros, Vivos Embaixo da Terra (2012) e Os Meninos da Caverna (2018).

## Biografia e formação
Nascido em Niterói, Rio de Janeiro, Brasil, Carvalho é filho da professora universitária Angela Maria Rebel de Carvalho e de Carlos Carvalho. Carvalho é primo da também jornalista Maria Beltrão. Ele é casado com Anne, que trabalha como voluntária em um hospital de Londres.
Carvalho se formou em jornalismo pela Pontifícia Universidade Católica do Rio de Janeiro (PUC-Rio) em 2009 e tem MBA em relações internacionais. Fez estágio no Jornal da Cidade, de Niterói e no projeto Comunicar, da PUC-Rio.
Quando se mudaram para Londres, em 2016, Carvalho e sua esposa levaram um cachorro vira-lata chamado Biriba, que ele havia adotado em Angra dos Reis em 2015. Biriba chamou a atenção do público por aparecer em várias reportagens ao lado de Carvalho.

## Carreira
Carvalho começou a carreira no jornalismo como repórter do canal de notícias GloboNews em 2009 e desde então fez várias coberturas notáveis, como os desastres naturais em Angra dos Reis e o Acidente na mina San José no Chile em 2010; as eleições presidenciais francesas em 2017, o casamento de Príncipe Harry e Meghan Markle e o resgate da caverna de Tham Luang na Tailândia em 2018 e a canonização de Irmã Dulce em 2019.
Em 2014, Carvalho produziu o documentário Torre de David, que retratou o dia a dia dos moradores da maior favela vertical do mundo em Caracas, Venezuela. O documentário foi indicado ao prêmio Emmy Internacional de Jornalismo em 2015 na categoria atualidades.
Desde 2016, Carvalho é correspondente internacional em Londres pelos canais GloboNews e TV Globo.

### Escritor
Carvalho escreveu dois livros, relatando casos que acompanhou em reportagens que fez no Chile e na Tailândia. Ambos os casos ganharam grande repercussão internacional.
Vivos Embaixo da Terra, lançado em 13 de julho de 2012 pela Editora Globo, conta a história do resgate de 33 mineiros chilenos que ficaram presos por 69 dias na mina San José em 2010.
Os Meninos da Caverna, lançado em 21 de novembro de 2018 também pela mesma editora, fala sobre o resgate de doze garotos e seu treinador de futebol, que ficaram presos na caverna de Tham Luang, na Tailândia.